# スティーブン・デランシー

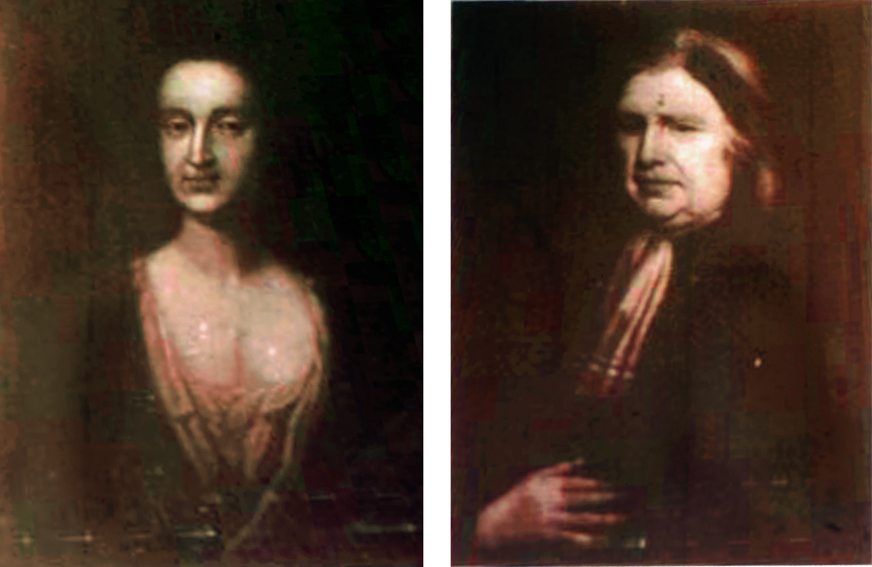
スティーブン・デランシーと妻のアン・ヴァン・コートランド

スティーブン・デランシー（Stephen Delancey, 1663年10月24日 - 1741年11月18日）は、ニューヨーク植民地の主要人物。彼の子供は、アメリカ合衆国の独立まで大きな影響力を振い続けた。

## 背景

デ・ランシー家の紋章

1663年10月24日フランスのカーンでジャック・ド・ランシーとマルグリット・ベルトランの一人息子エティエンヌ・ド・ランシー（Etienne de Lancy）として生まれた。ド・ランシー家はフランスの小貴族（Noblesse de France Royale）で、ユグノー信仰にもかかわらず、200年以上も行政官や官僚などを務めた。
ジャック・ド・ランシーは、ラヴァル子爵およびヌヴィオン子爵ギー・ド・ランシー（1432年生）の子孫で、その息子ジャンが1436年に後を継ぎ、息子もまたジャン（1470年生）である。ジャンの息子シャルル（1525年生）は2度結婚した。2度目の結婚でマリー・ド・ヴィリエと結婚し、2人の息子をもうけた。第5代ラヴァル子爵シャルル（1535年生）とラレー領主クリストフである。シャルルはブロー領主フルシー・ブランシュの娘イザボー・ブランシュと1534年4月15日に結婚した。3人の息子がいた。シャルル、ジャック、クロードである。次男のジャックの息子にはニヴィユ領主ピエールがおり、その息子がエティエンヌの父ジャックである。ランシー家にはアメリカ・ニューヨークの分家もあったが、エドゥアール・フロイド・ド・ランシーが1885年に家長として、その名を冠しただけだった。その他の分家は男系が絶えた。エティエンヌの孫に始まるバハマの分家もある。バハマの裁判長を務めたスティーブンは、デランシーまたはデラニーと称していた。
15世紀初頭にさかのぼると、ランシー家（古書では de Lanci とも）の当主は代々ラヴァル子爵、ヌヴィオン子爵、ラレー男爵, ネリー領主、ファヴロレー領主、ヴリネー領主、リブクール領主、アラモン領主を継いできた。
家紋には、以下のように記されている。
Armes : d'or à l'aigle de sable becqué et membré de gueules chargé en coeur d'un écusson d'azur surchargé de trois lances d'or posées en pal.

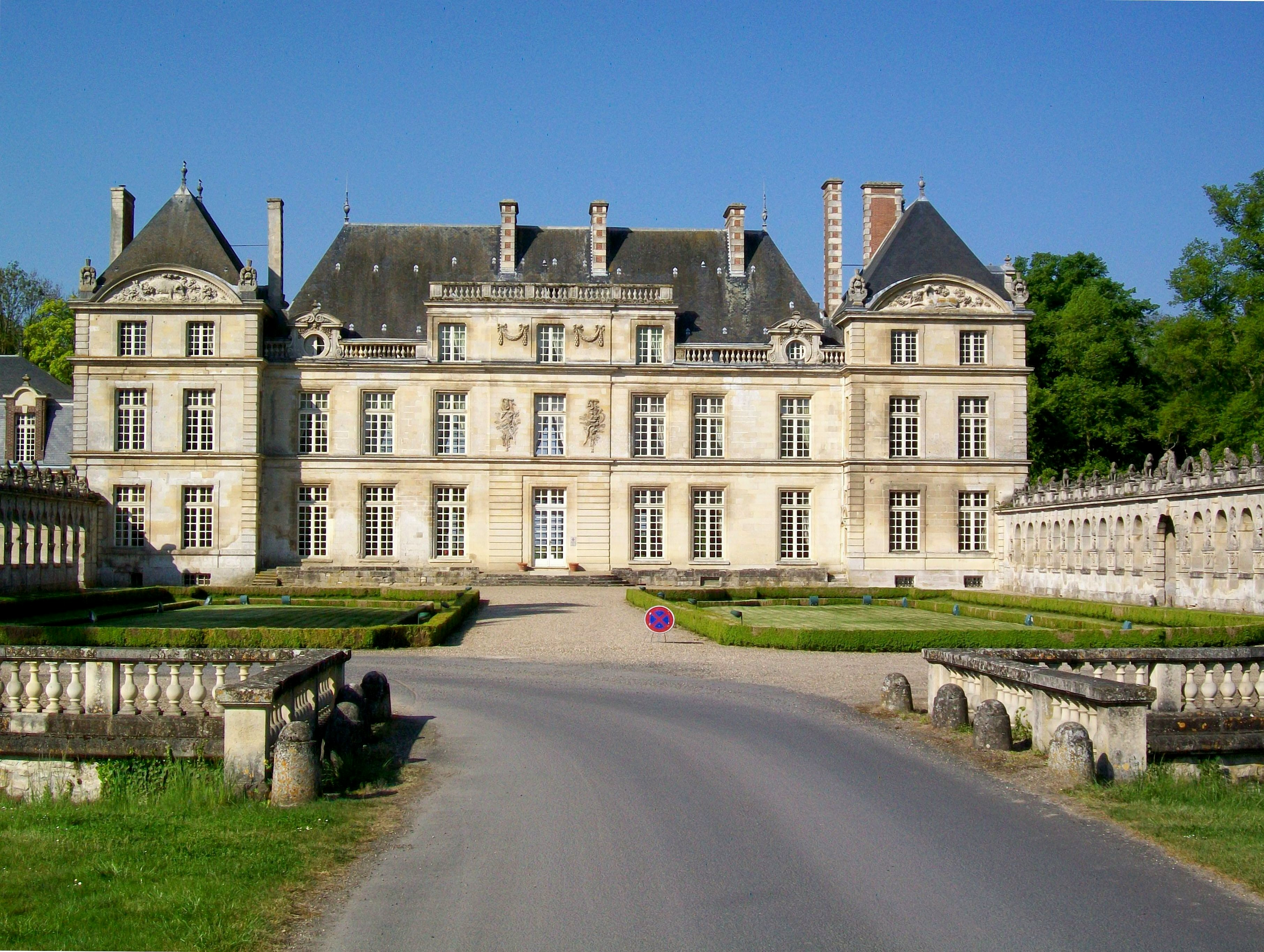
ピカルディ地域圏のラレー城

1600年頃、ラレーの土地は王の顧問、戦争の正規出納官、オルレアン公ガストンの家令ニコラ・ド・ランシーに売却された。彼は現在城を建築し、狩猟犬と2つの編み垣を造り、城の評判と名誉となった。ラレー城は1946年のジャン・コクトー監督の映画『美女と野獣』の撮影場所となった。
1686年、ルイ14世によるフォンテーヌブローの勅令によって、20万のユグノーがカトリック教徒から厳しい迫害を受け、故国を離れることになった。最初に母から貰った家族の宝石の一部を衣服に縫い付け、ロッテルダムに逃亡し、さらにイングランドに渡航、1686年3月3日に ジェームズ2世による "Act of Denization" により帰化した。

## ニューヨーク
その後すぐに、北アメリカのイングランド植民地に渡航、1686年6月6日にニューヨークに上陸した。約1ヶ月後の7月7日、総督ドンガンから国籍を付与する追加書簡を受け取り、1687年9月9日には Colonial Act of 1683 の元、国王に忠誠宣誓をした。 この時に名前を Stephen Delancey. と英語化した。持ち込んだ宝石の一部を300スターリング・ポンドで売却し、商人となった。
1700年1月23日、アン・ヴァン・コートランドと結婚した。1700年夏に、ニューヨーク市の54 Pearl Street（妻の父から結婚祝いでもらった土地）に新宅の建設を開始した。1762年にこの家は、相続人から競売によりサミュエル・フランシスに渡り、Queen Charlotte Tavern（現在のフランシス・タバーン）へと変貌を遂げた。
Delancey and Co. として知られる有名な穀倉、倉庫、小売店など、ニューヨーク植民地の中で最も成功した商人の一人となった。アン女王戦争中、紅海海賊との貿易に従事する彼に対して、フランス人に対する marque の文字が表紙を務めた。1730年代までには、ちょうどトリニティ教会より高い大邸宅をブロードウェイに建築するほど、豊かな商人になっていた。この邸宅は最終的に1792年に City Hotel の建築のために取り壊され、その土地は現在 Boreil Building が建っている。
デランシーは数年間にわたり市会議員を務め都市生活の中で積極的な役割を果たし、ニューヨーク州議会と知事会のメンバーも務めた。、市で最初の時計台と消防車を贈ったと言われている。1741年11月18日に死亡した時点で、10万スターリング・ポンド（現在の米ドルで約1800万）を超える価値の不動産を残した。

## 家族
1700年1月23日、ステファヌス・ヴァン・コートランドの3子アン・ヴァン・コートランドと結婚し、10人の子供がいたが、5人は夭折した。 3人の息子（ジェームズ・デランシー（1703年 - 1760年）、ピーター・デランシー（1705年 – 1770年）、オリヴァー・デ・ランシー）と2人の娘（スザンナ、アン)）であった。
ジェームズはニューヨーク州副知事などを務めた。ピーターは商人となり、ブロンクス区に大工場を持ち、何年間もニューヨーク州議会に務めた。オリバーも商人で、アメリカ合衆国の独立の際にはイギリス陸軍准将を務めた。
スザンナ・デランシー（1707年 – 1771年）はピーター・ウォーレンと、アン・デランシー（1713年 - ?）は著名な実業家ジョン・ワッツと結婚した。